# 哥特艦隊
哥特艦隊，或哥德艦隊（Battlefleet Gothic）是英國公司Games Workshop以《戰鎚40000》為背景製作的桌上戰棋遊戲，同時是Games Workshop的專家遊戲（Specialist game）之一，它的主題是宇宙中戰艦的戰鬥。
《哥特艦隊》以掠奪者阿巴頓（Abaddon the Despoiler）帶領混沌艦隊入侵帝國的哥特行省（Gothic Sector）為主題，這場戰爭稱為哥特戰爭（Gothic War），即是遊戲的名稱由來。帝國海軍與混沌艦隊是最主要的艦隊。不過除此之外，遊戲也包含了《戰鎚40000》許多其他的種族。

## 概述
《哥特艦隊》是《戰鎚40000》的延伸，玩家可以進行《戰鎚40000》的宇宙艦隊戰鬥。遊戲裡包含了許多種族的艦隊，這些星船也依性能劃分為數個類型。和《戰鎚40000》相似地，玩家需要購買並塗裝微縮模型來建構他們的艦隊，這些船艦模型的長度多在2至10公分之間。玩家們在一定大小的桌面上擺放這些船艦和其他微縮模型（好比說太空站）進行遊戲。規則書裡記載了每種船艦的素質和規則，玩家們輪流指揮他們的船艦移動（轉向）、開火、起降戰鬥機和轟炸機、進行登艦作戰或衝撞等動作。現在在Games Workshop的網站上就可以免費取得規則書的PDF檔案。此外，Games Workshop的子公司Forge World也生產了數款《哥特艦隊》的模型。
現在遊戲裡的種族（艦隊）包括：
- 帝國海軍（代表哥特艦隊）
- 混沌艦隊（代表阿巴頓和他的友軍）
- 歐克艦隊
- 神靈族艦隊
- 暗黑神靈族艦隊
- 星際戰士艦隊
- 死靈族艦隊
- 鈦星人艦隊，亦包含了鈦星人的同盟，例如克魯特、Demiurg和Nicassar
- 泰倫蟲族艦隊

## 外部連結
- Games Workshop（页面存档备份，存于）